# Allopeba quadripunctata
Allopeba quadripunctata är en skalbaggsart som först beskrevs av Lucas 1859. Allopeba quadripunctata ingår i släktet Allopeba och familjen långhorningar. Artens utbredningsområde är Brasilien.